# Moscato di Scanzo
Scanzo  o Moscato di Scanzo è la  denominazione di origine controllata e garantita di un vino rosso passito prodotto in provincia di Bergamo. 

## Zona di produzione
La zona di produzione delle uve ricade interamente nel comune di Scanzorosciate e comprende 31 ettari di vigneto.

## Storia
Le origini del moscato rosso nella zona vengono tradizionalmente fatte risalire alla civiltà atestina, in particolare alla toponomastica: secondo Giovanni Da Lezze, Rosate (trasformatosi in Rosciate nella prima metà del XIX secolo) deriva da "ros", che in lingua greca significa di mazzo di uva. Il termine è ancora comunemente usato nella lingua locale bergamasca.
Si citano le viti scanzesi al tempo delle invasioni barbariche, quando Alarico pose qui il suo quartier generale nel corso dell'assedio di Bergamo.
La vite è oggetto del testamento di Alberico da Rosciate, che l'8 giugno 1347 assegnò dei terreni vitati ai suoi collaboratori e a Jonolo da Priatini un'indefinita quantità di Moscato bergamasco. Nelle "Effemeridi" di Donato Calvi venne citato un episodio risalente al 1398 in cui i Guelfi si impossessarono di 42 carri di moscato rosso di Scanzo.
Negli ultimi anni del XVIII secolo l'architetto Giacomo Quarenghi offrì alcune bottiglie di passito di Scanzo alla zarina Caterina II di Russia e a dignitari inglesi presso la sua corte, che lo considerarono un nuovo tipo di sherry. Si dice che nel Settecento fosse il vino più caro al mondo, quotato alla borsa di Londra.. 

### Antiche tradizioni
In occasione di un matrimonio, per augurare fortuna e prole, i genitori dello sposo offrivano alla sposa un bicchiere di Moscato di Scanzo e delle focaccine salate nel momento in cui che entrava nella nuova casa, mentre per i bambini era consuetudine che il giorno della Prima Comunione si recassero  in corteo o in Comune o in Parrocchia, dove veniva loro offerto un bicchiere di vino moscato prodotto in bianco per la liturgia: il primo assaggio del vino dava loro l'impressione di essere diventati "grandi".

## Tecniche di produzione
Le forme di allevamento consentite sono quelle storiche: spalliera semplice, pergola unilaterale, a tetto inclinato e casarsa.
È vietata ogni pratica di forzatura e di irrigazione.
Tutte le operazioni di cantina fino all'imbottigliamento compreso devono essere effettuate nel comune di Scanzorosciate, fatte salve alcune autorizzazioni individuali per l'imbottigliamento.
L'appassimento delle uve dopo la raccolta deve essere effettuato fino a raggiungere un tenore zuccherino di almeno 280 g/l, per un periodo non inferiore ai 21 giorni.
L'indicazione dell'annata di produzione delle uve è obbligatoria; le bottiglie devono essere di vetro, chiuse con tappo di sughero; la capacità massima non può superare i 750 ml.
La profondità del terreno coltivabile è molto ridotta, con il substrato composto di "Sass de la luna", una marna grigio-azzurra che al sole si sfalda, mentre in profondità forma durissimi noduli calcarei.

## Disciplinare
La DOC è stata approvata con DM 17.04.2002 G.U. 111

La DOCG è stata riconosciuta con DM 28.04.2009 G.U. 114

Successivamente il disciplinare ha subito le seguenti modifiche:
- DM 30.11.2011 G.U. 295, pubblicato sul sito ufficiale del Mipaaf

La versione in vigore è stata approvata con DM 07.03.2014 pubblicato sul sito ufficiale del Mipaaf.

## Tipologie

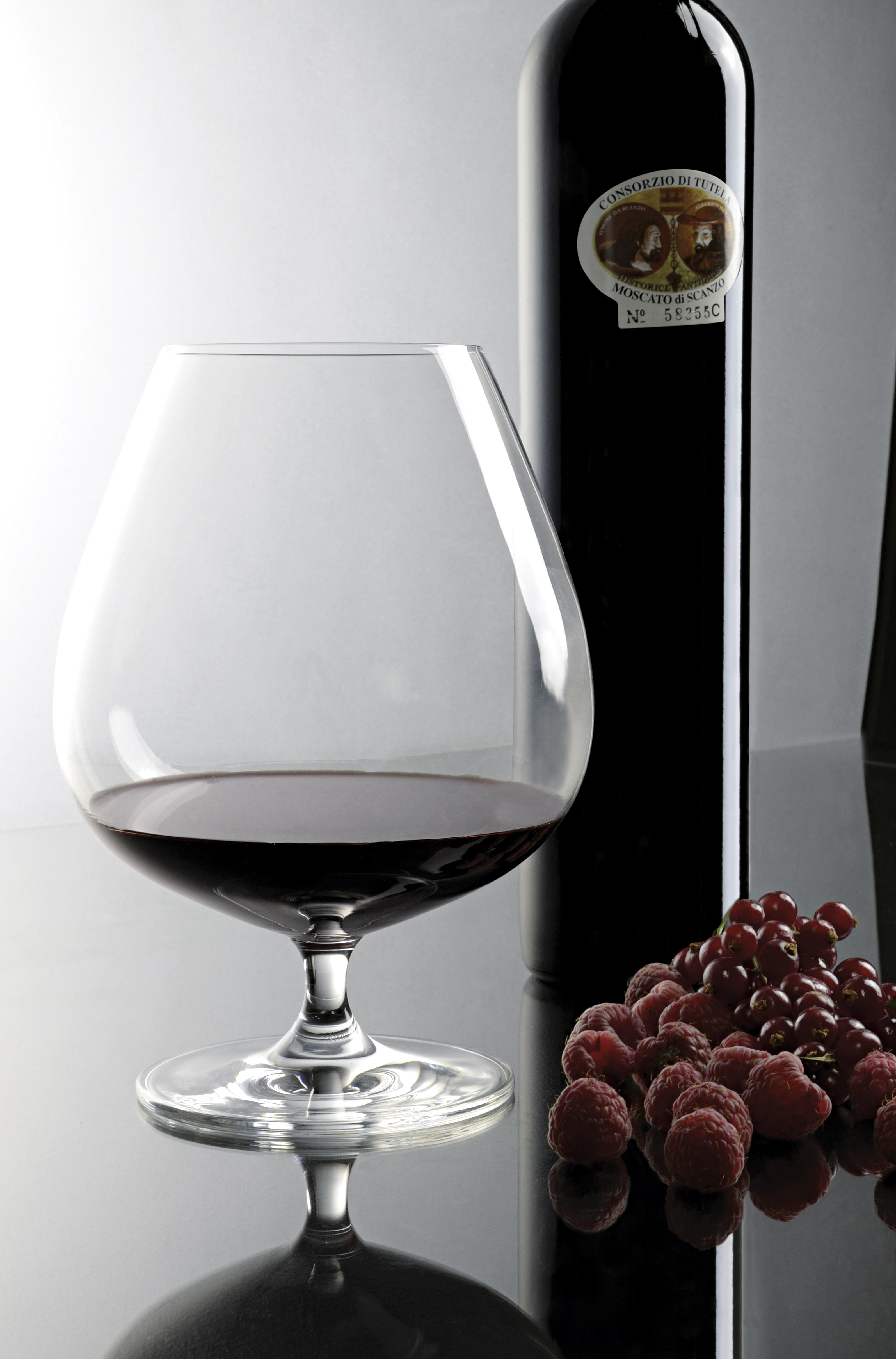
Bicchiere di Scanzo

### Moscato
| uvaggio                        | Moscato di Scanzo 100%                     |
| titolo alcolometrico minimo    | 17,00% vol. di cui almeno il 14,00% svolto |
| zuccheri residui               | tra 50 e i 100 g/l                         |
| acidità totale minima          | 4,50 g/l.                                  |
| estratto secco minimo          | 24,00 g/l                                  |
| resa massima di uva per ettaro | 70 q.                                      |
| resa massima di uva in vino    | 30%                                        |
| invecchiamento                 | 2 anni                                     |

#### Caratteristiche organolettiche
Il colore è un rosso rubino, più o meno intenso, che può tendere al cerasuolo con riflessi granati; odore: delicato, intenso, persistente, caratteristico; sapore: dolce, gradevole, armonico, con leggero retrogusto di mandorla.

#### Abbinamenti consigliati
Tra gli abbinamenti quello dei formaggi è il più adatto, visto il deciso sapore di questo vino. Ottimo anche l'abbinamento con cioccolato fondente, max 70% di cacao. 
Si abbina inoltre a dolci da forno a pasta lievitata. È ottimo con i classici dolci natalizi, quali panettone e pandoro, magari farciti con zabaione o crema. Perfetto anche con la panna cotta ai frutti di bosco.